# El hermano Pedro
El hermano Pedro è un film del 1967 diretto da Miguel Contreras Torres.

## Produzione
Il film fu girato ad Antigua, in Guatemala.

## Distribuzione
Il film uscì nelle sale messicane il 15 giugno 1967.